# Parque de Eventos de Bento Gonçalves
O Parque de Eventos de Bento Gonçalves, também conhecido como Fundaparque, é um centro de eventos localizado na cidade gaúcha de Bento Gonçalves.

## Estrutura
Dispõe de uma área territorial de 322.566 m², sendo um dos maiores espaços cobertos e climatizados para eventos da América Latina com 58.000m². É a segunda maior área coberta do país para a finalidade a que se propõe.
A estrutura dispõe ainda de torre de telefonia, internet, cobertura  Wireless, heliponto, reservatórios de água próprios , estacionamento asfaltado, permitindo um fluxo de 2.500 automóveis dentro do Parque , possui três subestações totalizando  uma potência de 10.000 kVA. Além disso, possui uma área coberta para embarque e desembarque, facilitando o acesso ao hall de entrada.
Os pavilhões estão divididos em 6 blocos: ‘A’, ‘B’, ‘C’, ‘D’, ‘E’ e ‘F’. No pavilhão ‘E’ foram adaptados painéis acústicos que podem ser transformados em 01 auditório para 2000 pessoas, 4 salas para 450 pessoas, 06 salas para 220 pessoas e outras montagens similares.

## Principais eventos

### Fenavinho
A Festa Nacional do Vinho é o mais importante palco de celebração da excelência dos vinhos elaborados em terras brasileiras. O evento tem como missão principal promover o vinho brasileiro, sua gente e o universo que o contempla.
Desde a sua primeira edição em 1967, a Fenavinho vem crescendo e se transformando para valorizar e promover o vinho brasileiro. Em 2007 o evento ganhou uma nova concepção e passou a integrar festa e feira, passando a denominar-se Fenavinho Brasil. A Fenavinho Brasil reúne todas as regiões vitivinícolas do país, acompanhando a evolução do vinho brasileiro.
Projetada para unir todos os segmentos ligados à uva e ao vinho, com o propósito de trilhar novos caminhos para a vitivinicultura brasileira, a Fenavinho Brasil contribui para a abertura de novos mercados e para a consolidação da qualidade do vinho brasileiro. É realizada em todos os anos ímpares.

### Movelsul
A Movelsul é a mais representativa feira internacional de móveis da América Latina devido ao grande número de expositores e à presença das marcas mais renomadas do setor. A feira promove o desenvolvimento do setor moveleiro nacional estreitando as relações comerciais entre a indústria e seus clientes e incentiva as exportações através de ações direcionadas ao mercado internacional.
Paralelamente ao evento acontece o Salão Design Movelsul, o principal concurso de design em móveis da América Latina que contempla os profissionais e estudantes, fomentando e divulgando o design moveleiro. Não é permitida a entrada de menores de 16 anos e é realizada em anos pares.

### FIMMA
A Feira Internacional de Máquinas, Matérias-primas e Acessórios para a Indústria Moveleira, está entre as seis maiores feiras do setor em âmbito mundial. Sua importância se deve à qualidade dos expositores que contribuem  para que a indústria moveleira nacional e da América Latina estejam no mesmo nível das grandes feiras internacionais. É realizada em anos ímpares e não é permitida a entrada de menores de 16 anos.

### Fiema
A Feira Internacional de Tecnologia para o Meio Ambiente é uma feira de negócios da área ambiental que reúne tecnologias, equipamentos e serviços voltados para a minimização de impactos, produção mais limpa, desenvolvimento sustentável e gestão. O evento abrange 12 segmentos, além de promover a aproximação e estimular as relações entre quem produz e quem busca soluções nesse nicho de mercado. A Fiema apresenta uma série de programações paralelas voltadas à troca de informações, aos debates, à pesquisa e circulação de conhecimento entre vários públicos. A feira é realizada em anos pares e não é permitida a entrada de menores de 16 anos.

### ExpoBento - Feira Multissetorial
A ExpoBento – Feira da Indústria, Comércio e Serviços de Bento Gonçalves – tem como principal objetivo fomentar os negócios nos setores da indústria, comércio e serviços, com a busca de novos caminhos para a comercialização e divulgação dos produtos.
Considerada a maior feira multissetorial do país, a feira aposta na diversidade como sua principal característica. Participam da feira expositores locais, comerciantes e indústrias de outros municípios e também de outros estados.
Apresenta os setores: Moda, Variedades, Agroindústria, Vinícolas e Praça de Alimentação. Entre as atrações estão desfiles de moda, cursos de degustação, ateliê gastronômico e apresentações.
Com a utilização de 50 mil metros quadrados do Parque de Eventos, a feira oferece aos seus visitantes mais de 15 mil itens dos setores de comércio, indústria e serviços. É realizada anualmente, no mês de junho. Na sua 26ª edição, em 2016, a ExpoBento - Feira Multissetorial registrou recorde de 209.164 visitantes e 474 expositores.